# Rhodalsine geniculata
Rhodalsine geniculata é uma espécie de planta com flor pertencente à família Caryophyllaceae. 
A autoridade científica da espécie é (Poir.) F.N.Williams, tendo sido publicada em Bull. Herb. Boissier vi. 7.

## Portugal
Trata-se de uma espécie presente no território português, nomeadamente em Portugal Continental.
Em termos de naturalidade é nativa da região atrás indicada.

## Protecção
Não se encontra protegida por legislação portuguesa ou da Comunidade Europeia.